# Danio nigrofasciatus
Danio nigrofasciatus és una espècie de peix cipriniforme de la família dels ciprínids.

## Morfologia
Els mascles poden assolir els 3,7 cm de longitud total.

## Distribució geogràfica
Es troba al nord de Myanmar.